# Papato franco

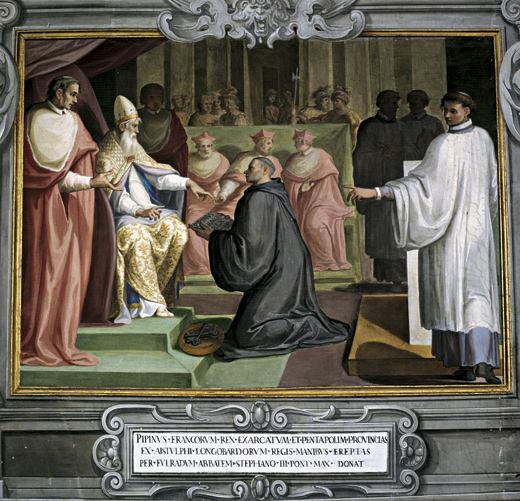
La " Donazione di Pipino" (756): Pipino il Breve concede i territori di Ravenna a papa Stefano II

Il papato franco fu un periodo della storia del papato, durato dal 756 all'855, nel quale i papi si spostarono dall'orbita di influenza dell'Impero bizantino a quella dei re dei Franchi. Pipino il Breve (751-768), Carlo Magno (768-814) (co-reggente con suo fratello Carlomanno I fino al 771) e Ludovico il Pio (814-840) ebbero una notevole influenza nella selezione e nelle politiche dei papi. La "Donazione di Pipino" (756) sancì un nuovo periodo di governo papale nell'Italia centrale, che diverrà noto come Stato Pontificio.
Questo cambiamento fu innescato dalla conquista Longobarda dell'Esarcato di Ravenna, rafforzato dal trionfo dei Franchi sui Longobardi, e terminò con la frammentazione del Regno dei Franchi in Francia Occidentalis, Francia Media e Francia Orientalis . Lotario I continuò a governare la Francia Media, comprendente gran parte della penisola italiana, dall'843 all'855.
Questo periodo fu "un momento critico nella trasformazione di Roma da antica capitale a potente sede episcopale a capitale di un nuovo stato". Il periodo fu caratterizzato da "battaglie tra Franchi, Longobardi e Romani per il controllo della penisola italiana e per l'autorità suprema all'interno della cristianità".

## Storia

### Pipino il Breve
Dopo la morte di Zaccaria, l'ultimo papa romano culturalmente orientale, Stefano II (752-757) divenne il primo papa a valicare le Alpi, nel 752, immediatamente dopo la propria elezione, per richiedere in prima persona l'aiuto di Pipino il Breve, a seguito della conquista di Ravenna da parte dei Longobardi nel 751. I Longobardi, infatti, dopo aver eliminato l'Esarcato di Ravenna avevano rivolto la propria attenzione all'ex ducato bizantino di Roma . Stefano II aveva chiesto aiuto a Costantinopoli, ma i romani d'Oriente avevano i loro problemi da risolvere, così si recò fino al palatium di Quierzy, dove i riluttanti nobili franchi diedero finalmente il loro assenso a una campagna in Langobardia. Da parte sua, Pipino mise per iscritto una promessa di consegnare al papato alcuni territori che sarebbero stati sottratti ai Longobardi. Nessun effettivo documento si è conservato, ma fonti successive dell'VIII secolo lo citano. Adempiendo alla propria parte dell'accordo, a Parigi Stefano lo unse come Re dei Franchi in una sontuosa cerimonia presso la Basilica di Saint Denis, conferendogli il titolo aggiuntivo di patricius Romanorum (Patrizio dei Romani). La "Donazione di Pipino " rafforzò le pretese papali sul nucleo centrale dello Stato Pontificio, e di conseguenza anche gli incentivi all'ingerenza laica nella selezione papale.
A Stefano II succedette il fratello, papa Paolo I (757-767). Secondo l'Enciclopedia Cattolica:
Mentre Paolo era con il fratello morente al Laterano, un gruppo di romani si riunì nella casa dell'arcidiacono Teofilatto per assicurarsi la successione di quest'ultimo alla sede pontificia. Tuttavia, subito dopo la sepoltura di Stefano (morto il 26 aprile 757), Paolo fu eletto a larga maggioranza e ricevette la consacrazione episcopale il 29 maggio. Paolo continuò la politica del suo predecessore nei confronti del re franco Pipino, e quindi anche la politica di supremazia papale su Roma e sui distretti dell'Italia centrale in opposizione agli sforzi dei Longobardi e dell'Impero d'Oriente.
Alla morte di Paolo I seguì un sanguinoso scisma tra Toto, dux di Nepi e papa Stefano III (768-772). Toto sostenne la pretesa del fratello laico, Antipapa Costantino; un piccolo gruppo di Longobardi sostenne anche la pretesa rivale di un monaco di nome Filippo. Toto invase Roma. Secondo l'Enciclopedia Cattolica, "grazie all'appoggio dei fratelli Carlo Magno e Carlomanno, re dei Franchi, Stefano riuscì a recuperare alcuni territori dai Longobardi". Tuttavia, il re longobardo Desiderio diede in sposa sua figlia a Carlo Magno e "in qualche misteriosa maniera ottenne la caduta in disgrazia dei principali ministri del papa, Cristoforo e Sergio".
Dopo l'eliminazione di Toto, Stefano III decretò che l'intero clero romano aveva il diritto di eleggere il papa ma limitava l'eleggibilità per l'elezione ai sacerdoti cardinali e ai diaconi cardinali (fu questo il primo caso di utilizzo del termine "cardinali" per riferirsi ai sacerdoti delle chiese titolari o ai sette diaconi); furono esclusi i vescovi cardinali, sostenitori di Toto. Il laicato romano riacquistò rapidamente il proprio ruolo dopo il decreto di Stefano III e mantenne la propria partecipazione fino al 1059. Le "elezioni papali del decennio successivo furono una serie di battaglie tra gruppi laici ed ecclesiastici, invischiati trasversalmente nella più ampia politica italiana e franca".

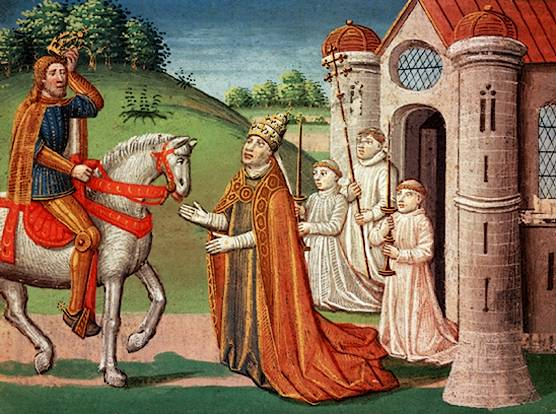
Carlo Magno (a sinistra) conquistò la capitale longobarda di Pavia durante il regno di papa Adriano I (a destra).

### Carlo Magno
Papa Adriano I (772-795) e Papa Leone III (795-816) furono eletti secondo le regole di Stefano III, ma quest'ultimo fu costretto a fuggire da Roma e cercò l'aiuto di Carlo Magno. Sotto il regno di Adriano I, Carlo Magno conquistò Pavia, ponendo fine al regno longobardo "e il Papato fu per sempre liberato dal suo storico e persistente nemico". Adriano I svolse un ruolo fondamentale nella caduta di Pavia, e gli studiosi hanno a lungo ipotizzato che il suo appoggio agli sforzi dei Franchi per distruggere il potere longobardo fu consistente; tuttavia, la situazione effettiva potrebbe essere più complicata. Carlo Magno confermò l'elezione di Leone III, inviando a Roma Angilberto, abate di Saint-Riquier, perché portasse al nuovo papa una serie di ammonimenti circa il buon adempimento del suo ufficio. Leone III fu consacrato il giorno dopo la sua elezione, mossa insolita forse intesa a prevenire ogni ingerenza dei Franchi.

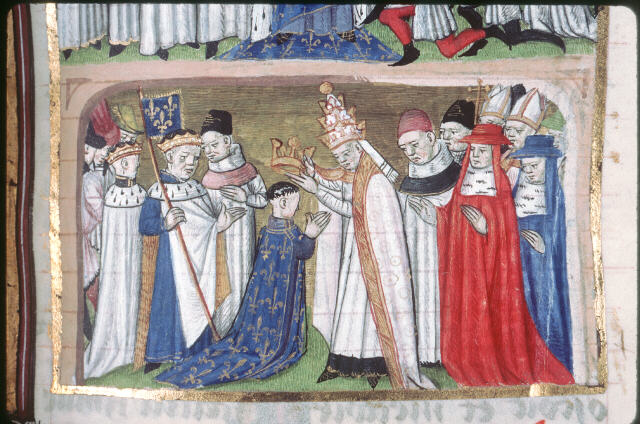
Incoronazione di Ludovico il Pio

### Ludovico il Pio
Papa Stefano IV (816-817) pretese che i romani prestassero giuramento al figlio di Carlo Magno, Ludovico il Pio, come loro signore, e gli inviò una notifica della propria elezione prima di recarsi in Francia per incoronare Ludovico. Papa Pasquale I (817-824) inviò a Ludovico "diversi ambasciatori in rapida successione" prima di ricevere da lui il Pactum Ludovicianum, a conferma della Donazione di Pipino.

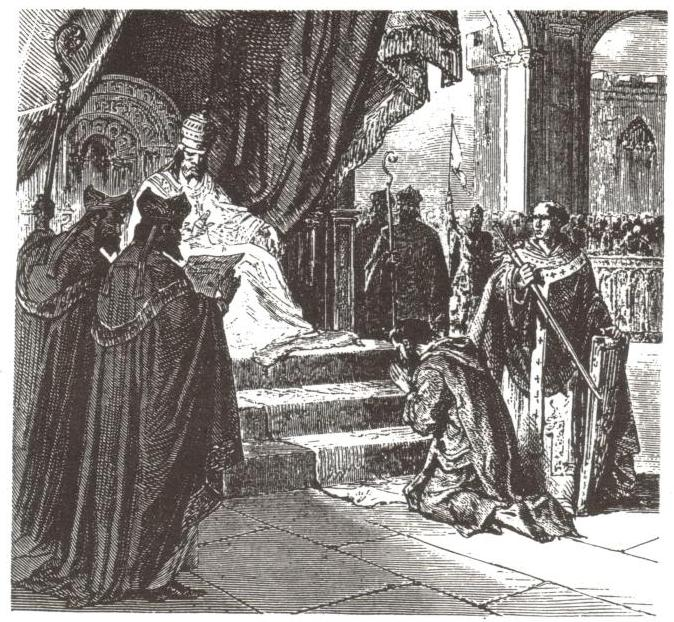
Ludovico il Pio raffigurato inginocchiato davanti a papa Pasquale I nell'822

Dopo due elezioni unanimi, Ludovico il Pio intervenne in un'elezione aspramente contesa a favore di papa Eugenio II (824-827). Secondo l'Enciclopedia Cattolica, "l'elezione di Eugenio II fu un trionfo per i Franchi" e Ludovico "di conseguenza mandò suo figlio Lotario a Roma per rafforzare l'influenza franca". Il papa e l'imperatore firmarono un concordato o una costituzione nell'824. I sudditi papali furono obbligati a giurare fedeltà a Ludovico e Lotario e non dovevano "permettere che il papa eletto fosse consacrato se non in presenza degli inviati dell'imperatore". Questo ripristinò sostanzialmente lo status quo del 769, riammettendo nel processo elettivo i nobili romani laici (che continuarono a dominare il processo per 200 anni) e richiedendo al papa di giurare fedeltà al sovrano franco.
La consacrazione di papa Gregorio IV (827-844) fu ritardata di sei mesi per ottenere l'assenso di Ludovico. Gregorio IV era il candidato della "nobiltà secolare romana che si stava allora assicurando un'influenza preponderante nelle elezioni papali", perciò "i rappresentanti a Roma dell'imperatore Ludovico il Pio" richiesero questa dilazione. A causa di questo ritardo, Gregorio IV non poté iniziare a governare la chiesa fino al marzo 828.
Il clero e i nobili elessero diversi candidati nell'844. Poiché papa Sergio II (844-847) fu, "dopo una contestata elezione, consacrato senza alcun richiesta all'imperatore Lotario, quest'ultimo si indignò, e inviò suo figlio Ludovico con un esercito per valutare la validità dell'elezione". Solo quando "Sergio riuscì a placare Ludovico, incoronandolo re", Lotario I si schierò con Sergio II, il candidato del partito nobiliare.

## Conseguenze

Una mappa della Francia Media intorno all'840, con evidenziata anche la Donazione di Pipino

Tre anni dopo fu consacrato papa Leone IV (847-855), sempre senza l'approvazione imperiale, che sarebbe comunque stata difficile da ottenere, dato che l'impero carolingio era in procinto di disgregarsi. Lotario II di Lotaringia infatti non riuscì a imporre il proprio candidato, papa Benedetto III (855-858) nell'855 finché il candidato eletto dai romani non rifiutò l'incarico (il primo rifiuto storico di cui si ha notizia). Secondo l'Enciclopedia Cattolica :
Alla morte di Leone IV (17 luglio 855) Benedetto fu scelto per succedergli e dei legati furono inviati per assicurare la ratifica del decreto di elezione da parte degli imperatori Lotario e Ludovico II. Ma i legati tradirono la loro fiducia e si lasciarono influenzare a favore dell'ambizioso e già scomunicato cardinale Anastasio. I messi imperiali, convinti a loro volta da essi, tentarono di imporre Anastasio alla Chiesa romana.
Lotario II era presente all'elezione di papa Niccolò I (858-867), che proibì a chiunque non fosse parte della comunità romana di interferire nelle elezioni papali, e di conseguenza papa Adriano II (867-872) fu consacrato senza nemmeno informare i Franchi. La scelta di Niccolò I da parte di Lotario II era contraria ai desideri del clero, ma "fu confermata senza molto indugio" e Niccolò I fu incoronato in presenza dell'imperatore.

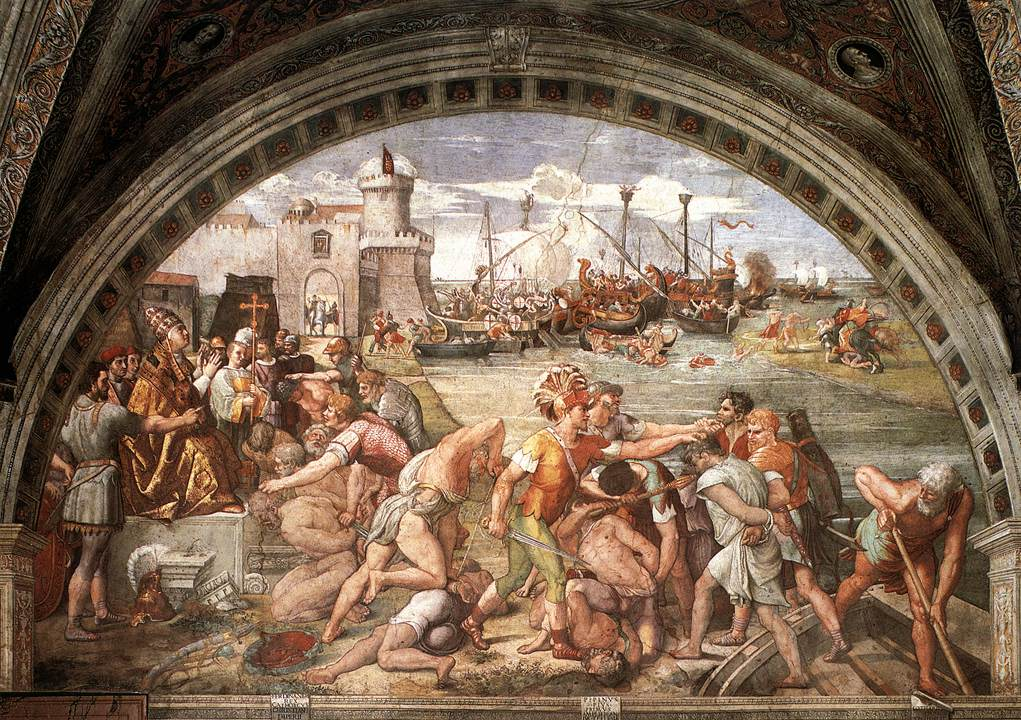
La battaglia di Ostia di Raffaello

Secondo l'Enciclopedia Cattolica, Adriano II "si sforzò di mantenere la pace tra gli avidi e incompetenti discendenti di Carlo Magno". Papa Marino I (882-884) fu consacrato "senza attendere il consenso dell'incompetente imperatore Carlo il Grosso". Lo stesso accadde con papa Stefano V (885-891) e Carlo il Grosso avrebbe potuto intervenire se Stefano V non fosse stato eletto all'unanimità.
Le monete di papa Romano (879) continuarono a portare il nome dell'imperatore Lamberto oltre al suo monogramma. Un sinodo a Roma decise che papa Giovanni IX (898-900) non dovesse essere consacrato se non in presenza di "inviati imperiali".

## Eredità

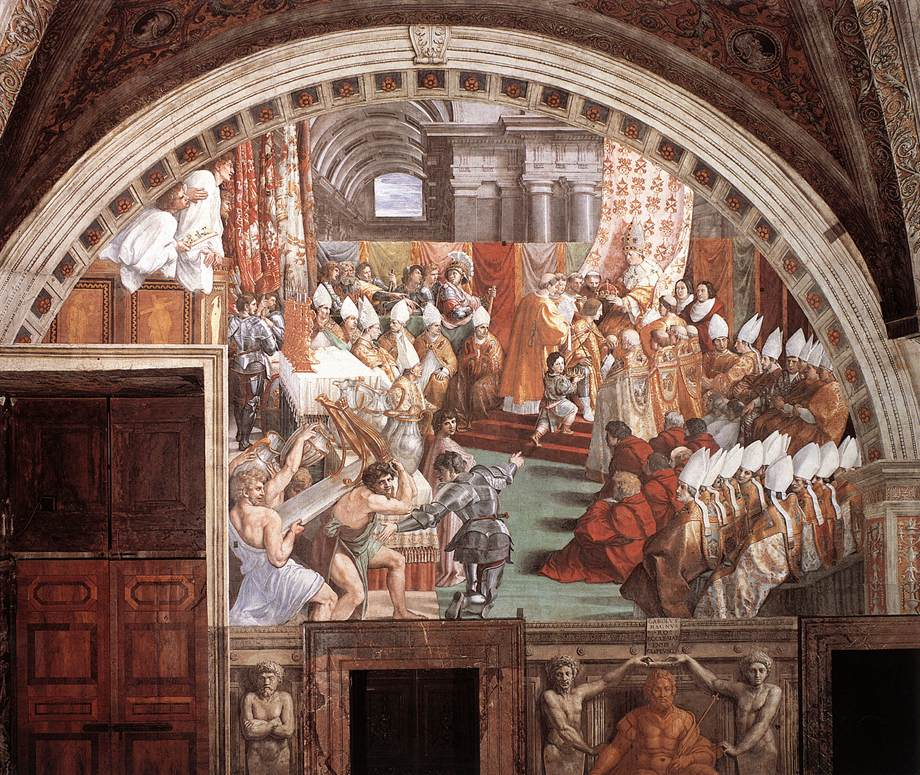
L'Incoronazione di Carlo Magno di Raffaello, raffigurante Papa Leone III

Fu durante il tempo di Carlo Magno che divenne consuetudine per il papa approvare la creazione di una nuova arcidiocesi e determinarne l'estensione geografica. Questi cambiamenti "facevano apparire l'arcivescovo più come un rappresentante del papa con una quota in delega del primato universale". Naturalmente, i sovrani più potenti continuarono ad istituire da sé le proprie arcidiocesi (per esempio Ottone I, imperatore del Sacro Romano Impero, creò Magdeburgo nel 963, ed Enrico II, imperatore del Sacro Romano Impero, creò Bamberga nel 1020) e ad influenzare fortemente le decisioni nominalmente prese dal papa. Papa Gregorio IV (822-844) non ebbe successo nell'830 quando tentò di schierarsi con Lotario I e i suoi vescovi contro Ludovico il Pio. Controversie come queste portano alla creazione delle Decretali pseudoisidoriane, un falso simile per origine e scopo alla "Donazione di Costantino".
Le incoronazioni di Pipino, Carlo Magno e Ludovico da parte dei papi instillarono in generazioni di governanti europei l'idea che il papa potesse conferire legittimità al titolo di "imperatore".